# Vito Maria Buscaino
Vito Maria Buscaino (ur. 1 grudnia 1887 w Trapani, zm. 29 kwietnia 1978 w Neapolu) – włoski lekarz psychiatra.
Studiował medycynę na Uniwersytecie w Neapolu, studia ukończył w 1911 roku. Następnie specjalizował się w psychiatrii u Eugenio Tanziego. W 1917 roku został wykładowcą chorób nerwowych i umysłowych na Uniwersytecie we Florencji. W 1945 przeniósł się na katedrę w Neapolu. W 1946 założył czasopismo „Acta Neurologica”.